# Brave New World Tour
Il Brave New World Tour è stato un tour del gruppo musicale heavy metal Iron Maiden, in presentazione dell'omonimo album Brave New World, uscito nel 2000. La porzione europea del tour venne chiamata Metal 2000.

## Notizie generali
La scenografia di questo tour è stata forse la più spettacolare mai adottata dai Maiden, completa di spettacoli pirotecnici e grandi pupazzi semoventi di Eddie the Head appesi sopra il palco. Per la prima volta nella storia di questi concerti, un personaggio di un precedente album dei Maiden ricompariva sul palco di un altro tour: durante l'esecuzione di The Evil That Men Do, infatti, Ed Hunter (protagonista dell'Ed Hunter Tour) si univa alla band e inscenava una battaglia con Janick, mentre questi non smetteva di suonare.
I Maiden scelsero di aprire i concerti con tre canzoni prese dal nuovo album, una scelta che venne criticata dai fan più affezionati ai vecchi successi della band. Questo era il secondo tour in cui la band si ripresentava con la formazione Dickinson-Harris-Murray-Smith-Gers-McBrain, e pertanto le canzoni del nuovo album erano state scritte specificamente per le tre chitarre, mentre per le vecchie canzoni vennero introdotti alcuni aggiustamenti per adattarle alla nuova formazione:
- i fill tra le strofe di Wrathchild venivano suonati da Janick;
- la parte melodica dopo gli assoli di 2 Minutes to Midnight veniva suonata da Janick e doppiata, in un certo punto, da Dave ed Adrian, ottenendo una quasi perfetta riproduzione della versione in studio;
- l'assolo di chitarra di Adrian Smith in The Trooper veniva duplicato da Janick, ed alla fine sfumava in un'armonia in due parti, con Janick leggermente in ritardo su Adrian, in modo da rimanere più fedeli alla versione studio della canzone;
- l'assolo centrale di The Evil That Men Do veniva suonato in contemporanea da Janick ed Adrian, in modo da ottenere un suono più potente e simile alla versione in studio;
- il secondo assolo di Hallowed Be Thy Name venne suonato da Janick Gers, invece che da Adrian Smith;
- Sanctuary venne spaccata a metà, tra gli assoli e le strofe finali, ed in questo piccolo spazio Janick compiva alcune acrobazie con la chitarra, per poi aprire l'ultima parte della canzone;

Il Metal 2000, ovvero la porzione europea del tour, presentò alcuni contrattempi. I primi concerti si svolsero sotto una pioggia battente, e ad un certo punto i Maiden furono costretti a cancellare alcuni spettacoli a causa di una seria indisposizione di Janick che, durante il concerto di Mannheim, in Germania, mentre la band stava suonando The Number of the Beast, cadde dal palco e perse i sensi; trasportato immediatamente all'ospedale, ricevette sei punti di sutura in fronte: fortunatamente, il chitarrista si riprese in tempo per finire il tour.

## Gruppi di supporto
I gruppi di supporto per questo tour sono stati: Slayer, Dirty Deeds, Halford, Queensrÿche, Spiritual Beggars, Motörhead e Dream Theater.

## Date e tappe
| Data              | Città                       | Stato           | Luogo                               |
| ----------------- | --------------------------- | --------------- | ----------------------------------- |
| Europa            |                             |                 |                                     |
| 2 giugno 2000     | Strasburgo                  | Francia         | Festival des Artéfacts              |
| 3 giugno 2000     | Nimega                      | Paesi Bassi     | Dynamo Open Air                     |
| 5 giugno 2000     | Praga                       | Repubblica Ceca | Paegas Arena                        |
| 6 giugno 2000     | Banská Bystrica             | Slovacchia      | Bystrica Amphitheatre               |
| 7 giugno 2000     | Budapest                    | Ungheria        | Kisstadion                          |
| 9 giugno 2000     | Isola d'Istria              | Slovenia        | Izola Stadium                       |
| 10 giugno 2000    | Monza                       | Italia          | Gods of Metal                       |
| 11 giugno 2000    | Kiev                        | Ucraina         | RocKiev Festival (Cancellata)       |
| 13 giugno 2000    | Saint-Étienne               | Francia         | Palais des Spectacles               |
| 14 giugno 2000    | Parigi                      | Francia         | Palais Omnisports de Paris-Bercy    |
| 16 giugno 2000    | Londra                      | Inghilterra     | Earls Court                         |
| 20 giugno 2000    | Katowice                    | Polonia         | Spodek                              |
| 21 giugno 2000    | Varsavia                    | Polonia         | Torwar Hall                         |
| 23 giugno 2000    | Lipsia                      | Germania        | With Full Force                     |
| 24 giugno 2000    | Dessel                      | Belgio          | Graspop Metal Meeting               |
| 26 giugno 2000    | Oslo                        | Norvegia        | Oslo Spektrum                       |
| 27 giugno 2000    | Stoccolma                   | Svezia          | Stockholms Olympiastadion           |
| 29 giugno 2000    | Roskilde                    | Danimarca       | Roskilde Festival                   |
| 30 giugno 2000    | Turku                       | Finlandia       | Ruisrock Festival                   |
| 2 luglio 2000     | Tallinn                     | Estonia         | Song Festival Grounds               |
| 4 luglio 2000     | Vienna                      | Austria         | Libro Music Hall                    |
| 5 luglio 2000     | Monaco                      | Germania        | Zenith                              |
| 6 luglio 2000     | Vienna                      | Austria         | Hallenstadion                       |
| 8 luglio 2000     | Mannheim                    | Germania        | Maimarkt-Gelände                    |
| 9 luglio 2000     | Oberhausen                  | Germania        | Arena (Cancellata)                  |
| 12 luglio 2000    | Sofia                       | Bulgaria        | Akademik Stadium (Cancellata)       |
| 14 luglio 2000    | Atene                       | Grecia          | Posidonas Stadium (Cancellata)      |
| 16 luglio 2000    | Vilar de Mouros             | Portogallo      | Festival Vilar de Mouros            |
| 18 luglio 2000    | San Sebastián               | Spagna          | Velodrome                           |
| 19 luglio 2000    | Madrid                      | Spagna          | Plaza de toros                      |
| 21 luglio 2000    | Mijas                       | Spagna          | Open Air (Cancellata)               |
| 22 luglio 2000    | Murcia                      | Spagna          | Open Air                            |
| 23 luglio 2000    | Barcellona                  | Spagna          | Palau Sant Jordi                    |
| Nord America      |                             |                 |                                     |
| 1º agosto 2000    | Toronto                     | Canada          | Air Canada Centre                   |
| 2 agosto 2000     | Montréal                    | Canada          | Molson Amphitheatre                 |
| 3 agosto 2000     | Québec                      | Canada          | Colisée Pepsi                       |
| 5 agosto 2000     | New York                    | Stati Uniti     | Madison Square Gardens              |
| 6 agosto 2000     | Mansfield (Massachusetts)   | Stati Uniti     | Tweeter Center                      |
| 8 agosto 2000     | Hartford (Connecticut)      | Stati Uniti     | New England Dodge Music Center      |
| 9 agosto 2000     | Portland (Maine)            | Stati Uniti     | Cumberland County Civic Center      |
| 11 agosto 2000    | Pittsburgh                  | Stati Uniti     | Post-Gazette Pavilion               |
| 12 agosto 2000    | Camden (New Jersey)         | Stati Uniti     | E Center                            |
| 13 agosto 2000    | Scranton (Pennsylvania)     | Stati Uniti     | Coors Light Amphitheatre            |
| 15 agosto 2000    | Detroit (Michigan)          | Stati Uniti     | Pine Knob Amphitheatre              |
| 16 agosto 2000    | Buffalo (New York)          | Stati Uniti     | Darien Lake Amphitheatre            |
| 17 agosto 2000    | Holmdel (New Jersey)        | Stati Uniti     | Arts Center                         |
| 19 agosto 2000    | Saint Louis (Missouri)      | Stati Uniti     | Riverport Amphitheater              |
| 20 agosto 2000    | Kansas City                 | Stati Uniti     | Sandstone Amphitheatre              |
| 23 agosto 2000    | Cleveland (Ohio)            | Stati Uniti     | Blossom Music Center                |
| 25 agosto 2000    | Chicago (Illinois)          | Stati Uniti     | UIC Pavilion                        |
| 26 agosto 2000    | Milwaukee (Wisconsin)       | Stati Uniti     | Marcus Amphitheater                 |
| 27 agosto 2000    | Saint Paul (Minnesota)      | Stati Uniti     | Roy Wilkins Auditorium              |
| 29 agosto 2000    | Colorado Springs (Colorado) | Stati Uniti     | World Arena                         |
| 30 agosto 2000    | Denver (Colorado)           | Stati Uniti     | Red Rocks Amphitheatre              |
| 1º settembre 2000 | Dallas (Texas)              | Stati Uniti     | Starplex Amphitheater               |
| 2 settembre 2000  | Houston (Texas)             | Stati Uniti     | Woodlands Pavilion                  |
| 3 settembre 2000  | San Antonio (Texas)         | Stati Uniti     | Sunken Garden Amphitheatre          |
| 4 settembre 2000  | San Antonio (Texas)         | Stati Uniti     | Sunken Garden Amphitheatre          |
| 6 settembre 2000  | El Paso (Texas)             | Stati Uniti     | University of Texas at El Paso      |
| 8 settembre 2000  | Albuquerque (Nuovo Messico) | Stati Uniti     | Mesa del Sol                        |
| 9 settembre 2000  | Phoenix (Arizona)           | Stati Uniti     | Cricket Pavilion                    |
| 10 settembre 2000 | Laguna Hills (California)   | Stati Uniti     | Verizon Wireless Amphitheater       |
| 12 settembre 2000 | San Diego (California)      | Stati Uniti     | San Diego Sports Arena              |
| 13 settembre 2000 | Los Angeles                 | Stati Uniti     | Gibson Amphitheatre                 |
| 15 settembre 2000 | Bakersfield (California)    | Stati Uniti     | Cintennial Amphitheatre             |
| 16 settembre 2000 | San Jose (California)       | Stati Uniti     | Shoreline Amphitheatre              |
| 17 settembre 2000 | Las Vegas (Nevada)          | Stati Uniti     | Aladdin Theater                     |
| 18 settembre 2000 | Anchorage (Alaska)          | Stati Uniti     | Sullivan Arena (Cancellata)         |
| 19 settembre 2000 | Tacoma (Washington)         | Stati Uniti     | Tacoma Dome                         |
| 20 settembre 2000 | Vancouver                   | Canada          | Pacific Coliseum                    |
| 23 settembre 2000 | Edmonton, Alberta           | Canada          | Rexall Place (Cancellata)           |
| 24 settembre 2000 | Calgary, Alberta            | Canada          | Pengrowth Saddledome (Cancellata)   |
| Giappone          |                             |                 |                                     |
| 19 ottobre 2000   | Sendai                      | Giappone        | Sun Plaza                           |
| 21 ottobre 2000   | Tokyo                       | Giappone        | Kosei Nenkin Hall                   |
| 22 ottobre 2000   | Yokohama                    | Giappone        | Pacifico                            |
| 23 ottobre 2000   | Tokyo                       | Giappone        | International Forum Hall A          |
| 25 ottobre 2000   | Osaka                       | Giappone        | Zepp                                |
| 26 ottobre 2000   | Sendai                      | Giappone        | Sun Plaza                           |
| 28 ottobre 2000   | Fukuoka                     | Giappone        | Shi Kokaido                         |
| 29 ottobre 2000   | Tokyo                       | Giappone        | Zepp                                |
| Europa            |                             |                 |                                     |
| 2 novembre 2000   | Glasgow                     | Scozia          | S.E.C.C.                            |
| 3 novembre 2000   | Manchester                  | Inghilterra     | MEN Arena                           |
| 4 novembre 2000   | Birmingham                  | Inghilterra     | N.E.C. Arena                        |
| 6 novembre 2000   | Essen                       | Germania        | Grugahalle                          |
| 10 novembre 2000  | Atene                       | Grecia          | Posidonas Stadium/St. Cosmas        |
| 6 gennaio 2001    | Londra                      | Inghilterra     | Shepherds Bush Empire               |
| 7 gennaio 2001    | Londra                      | Inghilterra     | Shepherds Bush Empire               |
| Nord America      |                             |                 |                                     |
| 9 gennaio 2001    | Città del Messico           | Messico         | Foro Sol                            |
| Sud America       |                             |                 |                                     |
| 12 gennaio 2001   | Buenos Aires                | Argentina       | Obras Sanitarias Arena (Cancellata) |
| 13 gennaio 2001   | Buenos Aires                | Argentina       | Estadio Vélez Sarsfield             |
| 15 gennaio 2001   | Santiago del Cile           | Cile            | Pista Atletica                      |
| 19 gennaio 2001   | Rio de Janeiro              | Brasile         | Rock in Rio                         |

## Tracce
1. The Wicker Man
2. Ghost of the Navigator
3. Brave New World
4. Wrathchild
5. 2 Minutes to Midnight
6. Blood Brothers
7. Sign of the Cross
8. The Mercenary
9. The Trooper
10. Dream of Mirrors
11. The Clansman
12. The Evil That Men Do
13. Fear of the Dark
14. Iron Maiden
15. The Number of the Beast
16. Hallowed Be Thy Name
17. Sanctuary
18. Run to the Hills

### Tracce eseguite solo in poche date
1. The Fallen Angel
2. Out of the Silent Planet
3. Children of the Damned

## Formazione
- Bruce Dickinson - voce
- Dave Murray - chitarra
- Janick Gers - chitarra
- Adrian Smith - chitarra, cori
- Steve Harris - basso, cori
- Nicko McBrain - batteria